# 剛果相棋
剛果相棋（Congo），是克里斯蒂安·費林的兒子Demian Freeling在1982年推出的兩人棋類遊戲。

## 棋具
- 7*7方格棋盤。

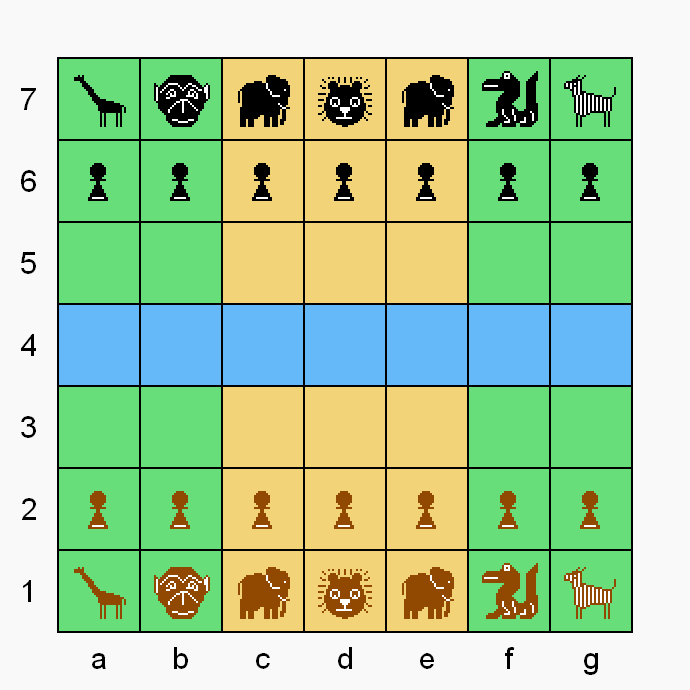
剛果相棋初始布置

  - 七格長的橫行作為河流把棋盤分兩半。除河流外的中間三行為宮殿。

- 每方棋子有长颈鹿、猴子、獅子、鱷魚、斑馬各一枚，大象各兩枚，兵卒各七枚。

## 規則
- 初始佈置為從己方底行最左格開始為长颈鹿、猴子、大象、獅子、大象、鱷魚、斑馬，次底行皆為兵卒。

- 步吃：無特別標明，則棋子皆能移動至空格或敵棋處，若至敵棋處，則將該敵棋從棋盘移除。
- 溺毙：当除鳄鱼外的棋子移动到河界后，該玩家下一步若沒把該棋離開河界，则把該棋子從棋盘上移除。

- 每方回合需移動一枚己子。
  - 狮子：循八方走一格，不能離開九宫。两狮子不能于直线或斜线照面。
  - 斑马：走法如同国际象棋的骑士，走T字型。
  - 大象：循正向走一到两格，可越子到第二格。
  - 长颈鹿：循八方走一到两格，但不可吃第一格棋子，可越子到第二格。
  - 鳄鱼：循八方走一格。
    - 循縱向移至河界，不得越子。
    - 循橫向在河界移動，不得越子。

  - 猴子：循八方走一格，但不得吃子。
    - 連跳吃：当鄰格有敌子时，且沿敌子方向后的第一格为空格，则可跳过敌子而吃掉。若猴子吃过敌子后，新的位置亦能吃子，则可连吃，直到无法再吃为止。

  - 兵卒：循正前方与前斜方一格。
    - 过河的兵可后方退一到两格，不得吃子与越子。
    - 当兵走到敵方底格，立即升级成超级兵，可循正前、前斜、旁侧一格；或循后方、后斜退最多两格，后退时不得吃子与越子。

- 將死或僵死敵方獅子為勝。
  - 不得連將三次。[1]

## 外部連結
- 遊戲介紹 （页面存档备份，存于）
- 遊戲下載